# Редченко Костянтин Іванович
Редченко Костянтин Іванович (нар. 3 жовтня 1972, Полтава) — український економіст, консультант в області стратегічного менеджменту, автор ряду досліджень в сфері управлінської результативності та збалансованої системи показників (Balanced Scorecard). Доктор економічних наук, профессор, професійний проектний менеджер (IPMA, level C).

## Професійна діяльність
Починаючи з 1994 працював в банківській сфері, аудиті та консалтингу. З 2003 — партнер по консалтингу групи компаній Nexia DK (входить до складу міжнародної мережі аудиторсько-консалтингових фірм Nexia International).
Має значний досвід викладацької роботи (близько 20 років). Читає курси аудиту та стратегічного аналізу для студентів Інституту економіки та фінансів Львівської комерційної академії, а також курси «Основи менеджменту», «Менеджмент організацій», «Стратегічний менеджмент» і ряд спецкурсів в Бізнес-школі Львівського інституту менеджменту. З червня 2013 року — завідувач кафедри аудиту Львівської комерційної академії.
Має значний досвід практичної роботи у сфері професійних послуг (аудит, консалтинг, інформаційні технології) та банківському бізнесі. У 1990-х роках працював в ОД АКБ “Укрсоцбанк”, аудиторській фірмі “ЛьвівАкадемАудит”, з 2003 року – партнер групи компаній Nexia DK. Auditors & Consultants (входить до 10 найбільших аудиторських компаній України). Одночасно протягом 2002-2013 років – провідний консультант ДП “Захід-СТАТУС” ТзОВ “ІАМЦАУ “СТАТУС” при Аудиторській Палаті України.
Сертифікований професійний проектний менеджер (IPMA, level C), член Гільдії професійних внутрішніх аудиторів України. Керував низкою складних консалтингових проектів та програм у галузі стратегічного і фінансового менеджменту, управлінського обліку, внутрішнього контролю і реінжинірингу бізнес-процесів. Протягом 2002 – 2021 років неодноразово проводив авторські семінари для вищого керівництва українських та зарубіжних компаній з управлінського обліку, стратегічного менеджменту, корпоративного управління та контролю, внутрішнього аудиту, клієнтоорієнтованості бізнесу.

## Науковий внесок
У другій половині 1990-х — початку 2000-х рр. зробив значний внесок в розвиток теоретичних основ аудиту як інструменту стратегічного управління. Одним з перших в Україні розробив курс «Стратегічний аналіз» для студентів економічних спеціальностей, а також авторський курс «Аудит стратегічних управлінських рішень». У грудні 2012 р захистив докторську дисертацію, присвячену новому напрямку в аудиторську діяльність — аудиту стратегій розвитку підприємства. Досліджував питання еволюції систем вимірювання результативності діяльності компаній, зокрема, розвиток французької моделі tableau de bord і збалансованої системи показників (Balanced Scorecard). Розробив методику оцінки потенційної ефективності менеджерів «Менеджмент 16». Автор кількох монографій та навчальних посібників, а також більш ніж 75 публікацій у фахових журналах і наукових виданнях України, Росії, Польщі, США та Великої Британії. Співавтор публікаціїв Harvard Business Review (лютий 2006 р) — найбільш авторитетному науковому журналі по менеджменту.

## Сфера наукових інтересів
- 1. Теорія і практика аудиту
- 2. Внутрішній контроль та інтегрована корпоративна звітність
- 3. Управлінський облік та інструменти вимірювання результативності бізнесу
- 4. Історія бухгалтерського обліку та аудиту
- 5. Загальний, стратегічний і фінансовий менеджмент
- 6. Управління бізнес-процесами
- 7. Технології управління взаємовідносинами з клієнтами (CRM)

## Основні наукові праці за останні роки
1. Редченко К. І. Контроль і аудит на стратегічному рівні управління підприємством: [моногр.] / Редченко К. І. — Львів: Видавництво ЛКА, 2011. — 360 c.
2. Редченко К. И. Управленческий контроль: инструменты и решения: [моногр.] / К. И. Редченко. — Saarbrücken: LAP Lambert Academic Publishing, 2015. — 100 c.
3. Редченко К. І. Управління бізнес-процесами підприємств роздрібної торгівлі: [монографія] / Гелей Л. О., Редченко К. І. — Львів: СПОЛОМ, 2015. — 224 с.
4. Редченко К. І. Розвиток теорії аудиту: дилема «принципи або правила» / Р. М. Воронко, К. І. Редченко // Науковий вісник Івано-Франківського національного технічного університету нафти і газу, Секція «Економіка та управління в нафтогазовій промисловості». — 2015. — Вип. 2(12). — С. 74-81.
5. Редченко К. І. Аналітичний огляд і контроль управлінського потенціалу підприємства / К. І. Редченко // Вісник Чернівецького торговельно-економічного інституту. — 2015. — Вип. 4. — С. 105—114.
6. Редченко К. І. Концепція раннього попередження у сучасних системах управлінського контролю / К. І. Редченко // Науковий вісник Мукачівського державного університету. Серія «Економіка». — 2015. — № 1 (3). — С. 212—217.
7. Редченко К. І. Облікова політика як інформаційна основа системи управлінського контролю / К. І. Редченко // Вісник Одеського національного університету. Економіка. — 2015. — Том 20. — Вип. 3. — С. 274—278.
8. Редченко К. І. Тестування як інструмент аудиту: стратегічний аспект / К. І. Редченко // Глобальні та національні проблеми економіки. — 2015. — Вип. 4. — С. 1032—1036.
9. Редченко К. І. До питання дивергенції стратегічного та управлінського контролю / К. І. Редченко // Вісник Львівської комерційної академії. Серія економічна. — 2015. — Вип. 48. — С.22-27.
10. Редченко К. І. Аналіз стратегій розвитку закупівельних груп / К. І. Редченко // Науковий вісник Херсонського державного університету. Серія «Економічні науки». — 2015. — Вип. 13, частина 3. — С. 158—161.
11. Редченко К. І. Стратегічний аспект створення закупівельних груп в Україні / К. І. Редченко // Науковий вісник Міжнародного гуманітарного університету. Серія: «Економіка і менеджмент». — 2015. — Вип. 11. — С. 97-100.
12. Редченко К. І. Розвиток бухгалтерського обліку в Китаї: історія та сучасність / К. І. Редченко // Глобальні та національні проблеми економіки. — 2015. — Вип. 7. — С. 872—875.
13. Редченко К. І. Роль аудиторських комітетів у забезпеченні достовірності публічної звітності компаній / К. І. Редченко // Глобальні та національні проблеми економіки. — 2016. — Вип. 12. — С. 532—536.
14. Редченко К. І. Аудиторські послуги на ринку ICO: можливості і перспективи / К. І. Редченко // Статистика України. — 2018. — Вип. 1. — С. 54-61.
15. Redchenko K.I. Balanced Scorecard: 25 Years on the Management Technology Market / K.I. Redchenko, M.I. Kuzhydlo // Perspectives et mise en oeuvre de l'innovation dans le domaine scientifique: collection de papiers scientifiques «ΛΌГОΣ» avec des matériaux de la conférence scientifique et pratique internationale, 20 septembre, 2019. Genève, Suisse: Plateforme scientifique européenne, 2019. — Volume 1. — P. 10-12.
16. Редченко К.І. Зведений облік витрат як складова формування результату діяльності підприємства / К.І. Редченко, М.Ю. Чік // Вісник Львівського торговельно-економічного університету. Економічні науки. – 2020. – № 61. – С. 68-73.
17. Редченко К.І. Незалежність аудитора та її вплив на якість аудиторських послуг / К.І. Редченко // Регіональна економіка та управління. – 2020. – № 2. – Ч. 2. – С. 48-51.
18. Редченко К.І. Аналітичне забезпечення управління формуванням фінансових результатів суб’єктів бізнесу / П.О. Куцик, Р.М. Воронко, К.І. Редченко, О.С. Воронко // Вісник Львівського торговельно-економічного університету. Економічні науки. – 2021. – № 62. – С. 4-11.
19. Редченко К. І. Облікове забезпечення системи управління основними засобами підприємства: організаційний аспект / Р. В. Бойко, Р. М. Воронко, К. І. Редченко // Вісник Львівського торговельно-економічного університету . – Львів : Вид-во Львівського торговельно-економічного університету. Економічні науки, 2022. – Вип. 70. – С. 13-19.
20. Редченко К. І. Класифікація логістичних витрат торговельних підприємств у підсистемі управлінського обліку / Л. Г. Медвідь, Р. М. Воронко, К. І. Редченко // Вісник Львівського торговельно-економічного університету. – Львів : Вид-во Львівського торговельно-економічного університету. Економічні науки, 2022. – Вип. 70. – С. 34-41.
21. Сороківський, В., Редченко, К., & Бурдик, О. (2022). Статистичні підходи до оцінювання вартості автотранспортного підприємства. Економіка та суспільство, (39). https://doi.org/10.32782/2524-0072/2022-39-52.